# Onthophagus piffli
Onthophagus piffli är en skalbaggsart som beskrevs av Rudolph Petrovitz 1961. Onthophagus piffli ingår i släktet Onthophagus och familjen bladhorningar. Inga underarter finns listade i Catalogue of Life.